# Ніколя Шалон дю Бле
Ніколя Шалон дю Бле (фр. Nicolas Chalon du Blé; 24 січня 1652–1730) — військовий та державний діяч Французького королівства, маркіз д'Юксель, маршал Франції.

## Життєпис
Походив з бургундського знатного роду дю Бле. Другий син маркіза Людовика Шалона дю Бле та Марії де Байлель. Народився 1652 році в Шалон-сюр-Сон. Спочатку готувався до церковної кар'єри, першим кроком до якої було надання Ніколя абатства Бюсьєр. У 1658 році його батько загинув у битві біля Гравеліну. У 1669 році після загибелі старшого брата Людовика під час походу на допомогу Кандії на Криті, який не залишив нащадків, успадкував титул маркіза д'Юксель.
Невдовзі вступив на військову службу, де завдяки підтримці міністра Франсуа де Лувуа (був родичем дю Бле) зробив швидку кар'єру. У 1670 році ртримав звання капітана. З 1672 року з початком Голландської війни виявив хоробрість та військовий хист. 1673 року стає підполковником. 1674 році під час облоги Безансона отримав звання полковника та командування над полком Монсеньйора Дофіна. 1677 року призначений бригадиром піхоти. Того ж року відзначився під час облог Валаньєну і Камбре, а 1678 року — під час облог Гента й Іпра. У серпні 1678 року звитяжив під час битви біля Сен-Дені (поблизу Монсу).
1681 року призначено генеральним інспектором піхоти. 1683 року отримав звання табірного маршала (на кшталт генерал-майора). 1684 року брав участь в облозі Люксембургу. За звитягу призначається військовим губернатором Ельзасу. З початком війни Аугсбурзької ліги 1688 року призначається генерал-лейтенантом. Того ж року відзначився під час облоги Філіппсбургу, де зазнав поранення. 1689 року відповідав за оборону Майнца, але після трьох місяців мусив здати місто. 1690 році очолив війська в Ельзасі. У 1693 році брав участь в бойових діях Рейнської армії.
1702 року під орудою маршала Ніколя Катіни брав участь у кампанії в Савої (в цей час почалася війна за іспанську спадщину).1703 року призначається військовим губернатором Страсбургу.
1703 року отримав звання маршала Франції. 1709 року залишив військову службу, перебравшись до Парижу. З 1710 року брав участь у численних перемовинах, що ставили на меті припинення Війни за іспанську спадщину. 1713 році був головним королівським представником під час укладання Утрехтського миру. 1714 року стає кавалером Ордену Святого Духа.
Після смерті Людовика XIV 1715 року та запровадження регентства Філіппа Орлеанського призначається головою Ради закордонних справ. На цій посаді перебував до 1718 року.
1722 року брав участь у коронації Людовика XV. 1726 року стає державним міністром (до 1729 року). Помер у 1730 році, не залишивши спадкоємців, оскільки був гомосексуалом (відомі численні зв'язки з молодими офіцерами).

## Особисте життя
Ніколя Шалон дю Бле був одним із найвідоміших гомосексуалів свого часу, відомим своєю прихильністю до молодих камердинерів, а також до молодших офіцерів, яких він «приручав». He died in Paris in 1730.